# Gällersta socken
Gällersta socken i Närke ingick i Sköllersta härad, ingår sedan 1971 i Örebro kommun i Örebro län och motsvarar från 2016 Gällersta distrikt.
Socknens areal är 46,13 kvadratkilometer, varav 45,27 land. År 2000 fanns här 1 308 invånare. Örebrostadsdelen Norra Bro samt kyrkbyn Gällersta med Gällersta kyrka ligger i socknen.

## Administrativ historik
Gällersta socken har medeltida ursprung. 
Vid kommunreformen 1862 övergick socknens ansvar för de kyrkliga frågorna till Gällersta församling och för de borgerliga frågorna till Gällersta landskommun. Landskommunen inkorporerades 1952 i Ekeby och Gällersta landskommun som upplöstes 1971 då denna del kom att uppgå i Örebro kommun. Församlingen uppgick 2006 i Gällersta-Norrbyås församling som 2014 uppgick i Kvismare församling.
1 januari 2016 inrättades distriktet Gällersta, med samma omfattning som församlingen hade 1999/2000.  
Socknen har tillhört fögderier, tingslag och domsagor enligt vad som beskrivs i artikeln Sköllersta härad.  De indelta soldaterna tillhörde Närkes regemente, Kumla kompani och Livregementets husarkår, Östernärke och Örebro skvadron.

## Geografi
Gällersta socken ligger söder om Örebro med Kvismare kanal i söder.  Socknen ligger på Närkeslätten med skogsbygd i norr. .
Socknen korsas av riksväg 51. Längst i väster ligger Härmingsmossen och byarna Härminge och Attersta. Här ligger även Gällersta forngård. Almbro ligger där riksväg 51 korsar Kvismare kanal.

### Geografisk avgränsning
I väster gränsar Gällersta socken mot Mosjö socken, i nordväst mot Örebro (Adolfsbergs församling) och i norr mot Almby socken. I öster ligger Norrbyås socken och i söder Ekeby socken i Kumla kommun. Helt i sydväst gränsar socknen mot Kumla socken.

## Fornlämningar
Man har anträffat  stensättningar från järnåldern. De ligger delvis på små gravfält. En smärre myntskatt från vikingatiden har också hittats inom socknen.

## Namnet
Namnet (1314 Giellestum) kommer från kyrkbyn. Förleden innehåller sannolikt mansnamnet Gælle. Efterleden är sta, 'ställe, plats'.

## Befolkningsutveckling
| Befolkningsutvecklingen i Gällersta socken 1780–1990                                                    | Befolkningsutvecklingen i Gällersta socken 1780–1990 | Befolkningsutvecklingen i Gällersta socken 1780–1990 | Befolkningsutvecklingen i Gällersta socken 1780–1990 | Befolkningsutvecklingen i Gällersta socken 1780–1990 |
| --- | ---------------------------------------------------- | ---------------------------------------------------- | ---------------------------------------------------- | ---------------------------------------------------- |
| |                                                      |                                                      |                                                      |                                                      |
| År |                                                      |                                                      | Folkmängd                                            |                                                      |
| 1780 | 1780                                                 |                                                      | 865                                                  |                                                      |
| 1790 | 1790                                                 |                                                      | 865                                                  |                                                      |
| 1810 | 1810                                                 |                                                      | 953                                                  |                                                      |
| 1820 | 1820                                                 |                                                      | 971                                                  |                                                      |
| 1830 | 1830                                                 |                                                      | 1 169                                                |                                                      |
| 1840 | 1840                                                 |                                                      | 1 283                                                |                                                      |
| 1850 | 1850                                                 |                                                      | 1 274                                                |                                                      |
| 1860 | 1860                                                 |                                                      | 1 270                                                |                                                      |
| 1870 | 1870                                                 |                                                      | 1 283                                                |                                                      |
| 1880 | 1880                                                 |                                                      | 1 297                                                |                                                      |
| 1890 | 1890                                                 |                                                      | 1 289                                                |                                                      |
| 1900 | 1900                                                 |                                                      | 1 313                                                |                                                      |
| 1910 | 1910                                                 |                                                      | 1 257                                                |                                                      |
| 1920 | 1920                                                 |                                                      | 1 169                                                |                                                      |
| 1930 | 1930                                                 |                                                      | 1 096                                                |                                                      |
| 1940 | 1940                                                 |                                                      | 981                                                  |                                                      |
| 1950 | 1950                                                 |                                                      | 986                                                  |                                                      |
| 1960 | 1960                                                 |                                                      | 917                                                  |                                                      |
| 1970 | 1970                                                 |                                                      | 971                                                  |                                                      |
| 1980 | 1980                                                 |                                                      | 1 201                                                |                                                      |
| 1990 | 1990                                                 |                                                      | 1 295                                                |                                                      |
| Anm: Källor: Umeå universitet - Tabellverket 1749-1859, Demografiska databasen, CEDAR, Umeå universitet |                                                      |                                                      |                                                      |                                                      |